# Aeroportul Aishalton
Aeroportul Aishalton (IATA: AHL, ICAO: SYAH) este un aeroport din Upper Takutu-Upper Essequibo, Guyana ce deservește zona Aishalton⁠(d). A fost numit după zona deservită.
Situat la o altitudine de 180 m, aeroportul dispune de o singură pistă.